# João Faria Lapa
João Faria Lapa (n. Lisboa) foi um professor e ferroviário português.

## Biografia

### Vida pessoal e educação
Natural de Lisboa, licenciou-se em 1921, e doutorou-se, em Junho de 1946, em Ciências Económicas e Financeiras.

## Carreira profissional
Empregou-se na Divisão de Construção da Companhia dos Caminhos de Ferro Portugueses em 1923, tendo entrado para o quadro em 1928, passando para a Divisão de Exploração. Em Janeiro de 1937, é promovido a subchefe do Serviço de Tráfego, passando a chefe desta secção em 1940. No dia 1 de Janeiro de 1947, assume funções como chefe da Secção de Exploração. Foi, igualmente, encarregado de várias missões de estudo, a Paris em 1929, e a Madrid em 1934 e 1947, e participou nas delegações portuguesas em várias conferências do transporte ferroviário, entre 1929 e 1953, e uma vez pela operadora dos Caminhos de Ferro Federais Alemães, igualmente em 1953. Também representou Portugal, como relator especial da Secção de Exploração, no Congresso da Association Internationale du Congrés des Chemins de Fer, que teve lugar em Lisboa, no ano de 1949.
Foi um dos convidados da viagem inaugural, efectuada para celebrar o fim das obras de electrificação do troço entre as Estações de Lisboa-Santa Apolónia e Santarém, na Linha do Norte, em 24 de Janeiro de 1958.
Iniciou a sua carreira pedagógica entre 1926 e 1927, primeiro na Escola Comercial de Ferreira Borges, e posteriormente na Escola Comercial de Rodrigues Sampaio; em Dezembro de 1947, transita para o Instituto Superior de Ciências Económicas e Financeiras, onde assumiu as funções de 1.º assistente, professor extraordinário interino, e encarregado de uma cadeira. Um despacho ministerial de 1 de Novembro de 1949 nomeou-o para o 2.º Grupo de Cadeiras, e, em 1954, torna-se professor catedrático neste grupo.
Em 1959, foi nomeado vogal do Conselho de Administração da Caixa Geral de Depósitos, Crédito e Previdência; nesta altura, exercia as funções de professor catedrático no Instituto Superior de Ciências Económicas e Financeiras da Universidade Técnica de Lisboa e procurador à Câmara Corporativa, e fazia parte do conselho directivo da Gazeta dos Caminhos de Ferro. Foi, igualmente, membro do Centro de Estudos Económicos do Instituto Nacional de Estatística, membro da delegação portuguesa no Comité do Título de Transporte Internacional Combinado, vogal do Conselho Superior de Transportes Terrestres, e membro da Association Internationale d' experts scientifiques du Tourisme.

### Homenagens
Além do Prémio Almeida e Albuquerque, que recebeu pelas suas classificações na licenciatura, também foi homenageado, em 10 de Junho de 1967, com o grau de Comendador da Ordem da Instrução Pública.

## Obras publicadas[1]
- O Caminho de Ferro, elemento de turismo
- O preço do transporte de mercadorias por caminho de ferro, em face da concorrência automóvel
- Aspectos económicos de um problema nacional, Transportes Terrestres, Concorrência e coordenação